# 6501 Isonzo
6501 Isonzo este un asteroid din centura principală de asteroizi.

## Descriere
6501 Isonzo este un asteroid din centura principală de asteroizi. A fost descoperit pe 5 decembrie 1993 la observatorul astronomic din Farra d'Isonzo. Asteroidul prezintă o orbită caracterizată de o semiaxă mare de 2,32 ua, o excentricitate de 0,12 și o înclinație de 6,5° în raport cu ecliptica.